# (14094) Garneau
(14094) Garneau ist ein Asteroid des Hauptgürtels, der am 28. Juli 1997 von Astronomen des Spacewatch-Projekts am Kitt-Peak-Nationalobservatorium (IAU-Code 695) in Arizona entdeckt wurde.
Der Asteroid ist Mitglied der Koronis-Familie, einer Gruppe von Asteroiden, die nach (158) Koronis benannt ist.
(14094) Garneau wurde am 14. Juni 2003 nach dem kanadischen Astronauten Marc Garneau (1949–2025) benannt, der als erster Kanadier ins Weltall flog und zwischen 1984 und 2000 an insgesamt drei Missionen mit dem Space Shuttle teilnahm (STS-41-G, STS-77, STS-97). Ab 2006 war er für die Liberale Partei Kanadas in der Politik tätig, für die er 2008 ins kanadische Unterhaus einziehen konnte.